# Клітлекут 22
Клітлекут 22 (англ. Kleetlekut 22) — індіанська резервація в Канаді, у провінції Британська Колумбія, у межах регіонального округу Томпсон-Нікола.

## Населення
За даними перепису 2016 року, індіанська резервація нараховувала 10 осіб. Середня густина населення становила 8,3 осіб/км².

## Клімат
Середня річна температура становить 8,4°C, середня максимальна – 22°C, а середня мінімальна – -8,1°C. Середня річна кількість опадів – 461 мм.
| Клімат поселення                              | Клімат поселення | Клімат поселення | Клімат поселення | Клімат поселення | Клімат поселення | Клімат поселення | Клімат поселення | Клімат поселення | Клімат поселення | Клімат поселення | Клімат поселення | Клімат поселення | Клімат поселення |
| Показник                                      | Січ.             | Лют.             | Бер.             | Квіт.            | Трав.            | Черв.            | Лип.             | Серп.            | Вер.             | Жовт.            | Лист.            | Груд.            |                  |
| Середній максимум, °C                         | 3,76             | 6,24             | 10,17            | 13,73            | 17,91            | 21,43            | 21,84            | 21,98            | 17,73            | 11,95            | 5,94             | 2,58             |                  |
| Середня температура, °C                       | −2,14            | 0,31             | 4,27             | 7,82             | 12,00            | 15,51            | 18,59            | 18,74            | 14,48            | 8,70             | 2,70             | −0,66            |                  |
| Середній мінімум, °C                          | −8,05            | −5,59            | −1,64            | 1,90             | 6,09             | 9,60             | 15,35            | 15,49            | 11,23            | 5,46             | −0,54            | −3,92            |                  |
| Норма опадів, мм                              | 62               | 38               | 32               | 20               | 27               | 30               | 26               | 25               | 27               | 42               | 65               | 67               |                  |
| Середньомісячна швидкість вітру, м/с          | 2.07             | 2.10             | 2.40             | 2.68             | 2.48             | 2.40             | 2.20             | 2.00             | 1.81             | 1.98             | 2.08             | 2.02             |                  |
| Середньомісячна сонячна радіація, кДж/м²·день | 3219             | 6413             | 10866            | 15970            | 19671            | 21231            | 22134            | 18891            | 13286            | 7451             | 3622             | 2502             |                  |
| --------------------------------------------- | ---------------- | ---------------- | ---------------- | ---------------- | ---------------- | ---------------- | ---------------- | ---------------- | ---------------- | ---------------- | ---------------- | ---------------- | ---------------- |
| Джерело:                                      |                  |                  |                  |                  |                  |                  |                  |                  |                  |                  |                  |                  |                  |